# Fischerstadt

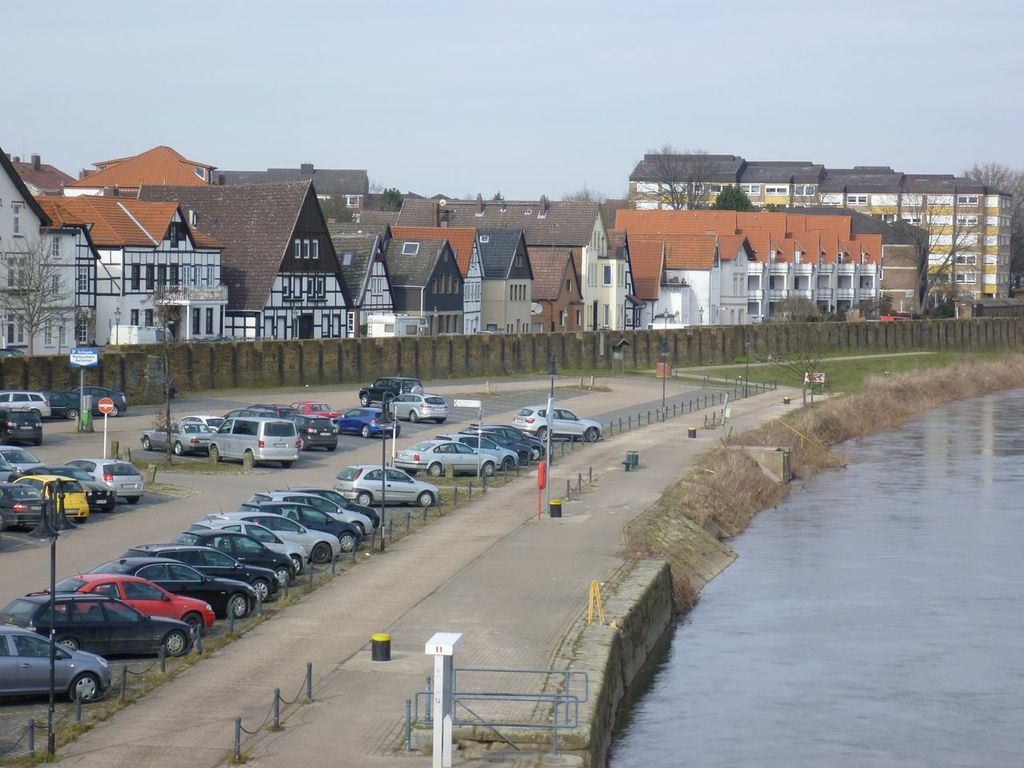
Die Fischerstadt an der Weser

Die Fischerstadt ist ein mittelalterlicher Siedlungskern der ostwestfälischen Stadt Minden und liegt am linken Weserufer im Stadtteil Innenstadt.

## Name
Der Name Fischerstadt gibt einen Hinweis auf die Bewohner, die in Mehrheit den Beruf des Fischers und des Schiffmüllers nachgegangen waren. Sie siedelten direkt an der Weser, während sich die Stadt Minden um den Dombezirk und das Rathaus entwickelte.

## Geschichte

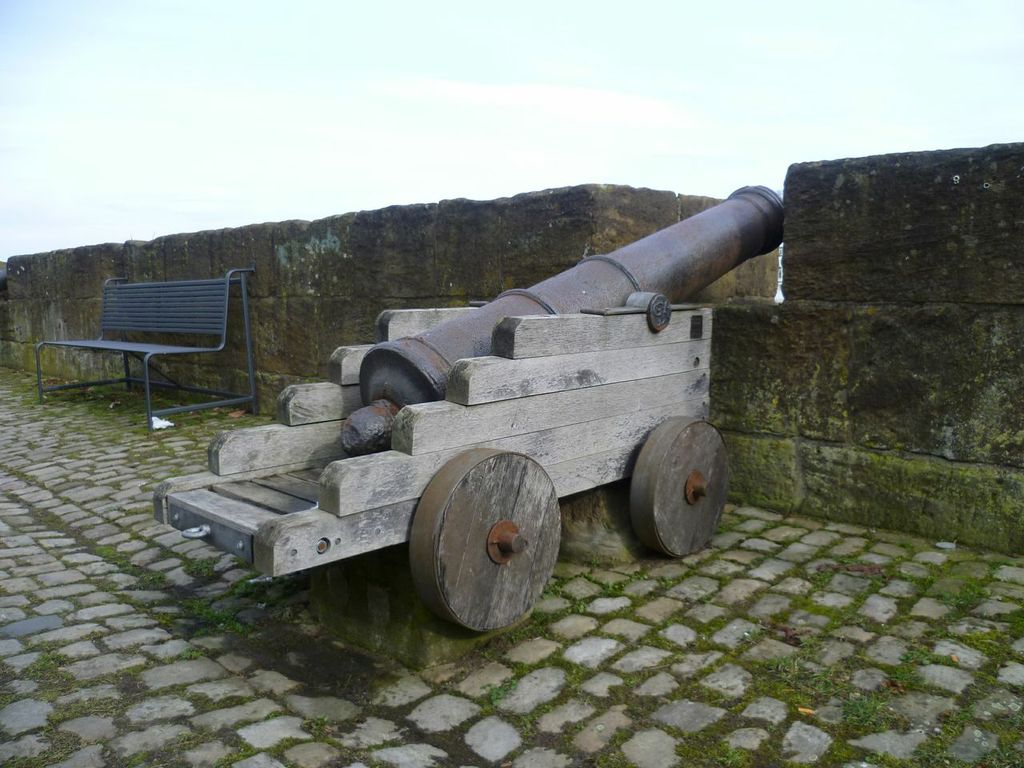
Historische Kanone an der alten Festungsmauer

Die Fischerstadt ist eine der drei mittelalterlichen Vorstädte von Minden. Neben Marien- und Simeonsvorstadt gehört sie zu  Mindens Siedlungskernen und ist heute noch als geschlossenes Gebiet erhalten. 

„Die Fischerstadt, wo bislang der älteste Siedlungskern vermutet wurde, weist keine Funde vor dem 12. Jahrhundert auf; auch die Ergebnisse der Bauforschung belegen nur eine erste, planmäßige Besiedlung in dieser Zeit.“

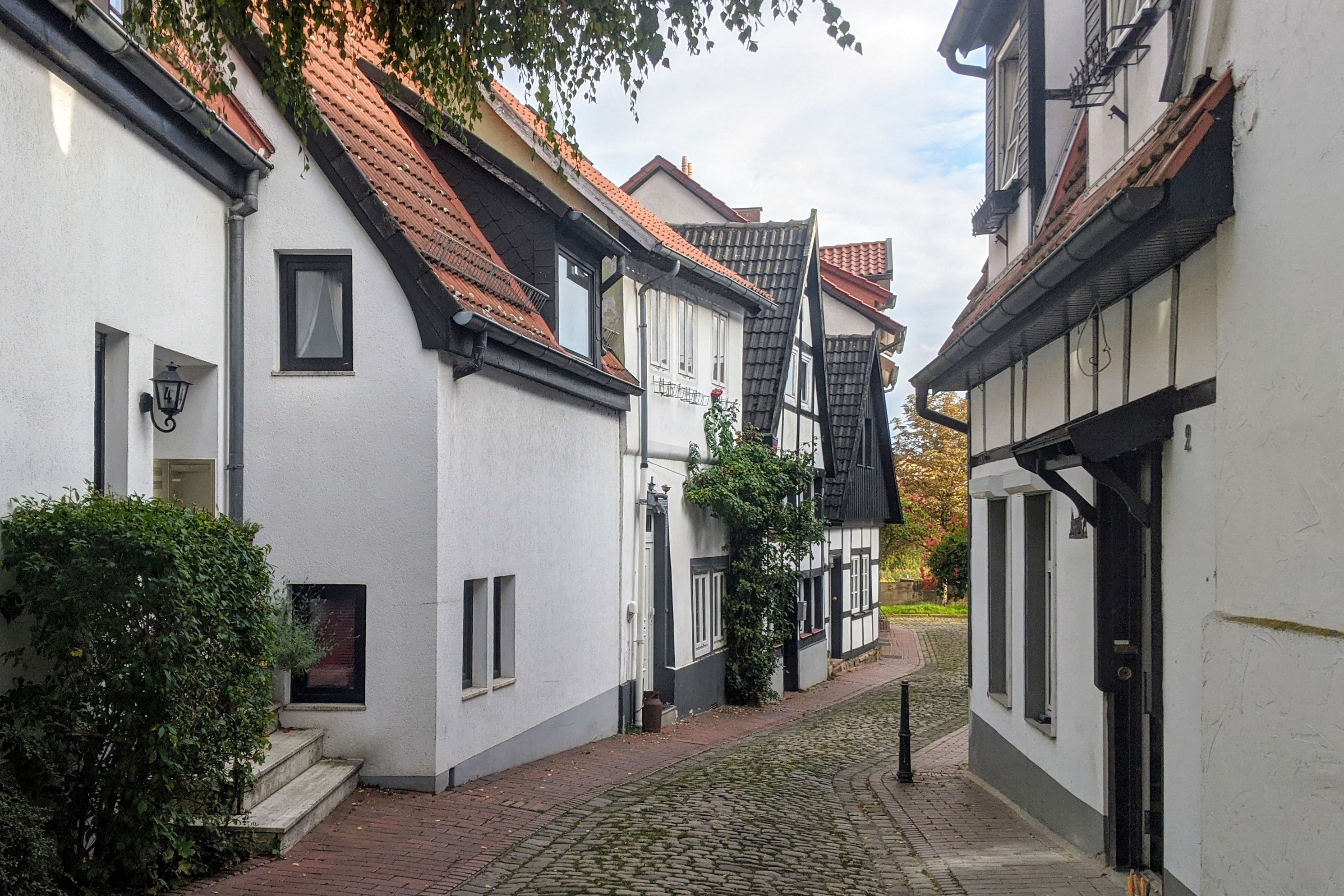
Gasse mit Fachwerkhäusern

Hier siedelten die Fischer südlich der Furt über die Weser direkt am westlichen Flussufer. Zwischen der Siedlung und der Stadt Minden lag der erste Hafen der Stadt Minden, der noch bis 1910 in Betrieb war. Die Stadtmauer wurde erst im 16. Jahrhundert auch um die Vorstadt gezogen. Die Fischerstadt ist später in das Verteidigungssystem der Mindener Festung mit einbezogen und gegenüber der Weser und das Hinterland mit einer Festungsmauer geschützt gewesen. Heute besteht nur noch die 1830 gebaute ehemalige Festungsmauer zur Weser mit Scharten zur Gewehr- und Kanonenverteidigung. Sie ist im Rahmen der Entfestung 1878 bis auf Brusthöhe zurückgebaut und hat heute eher die Funktion der Flutmauer. Ihr vorgelagert befindet sich die Mindener Schlagde.
Die Fischerstadt ist vorwiegend kleinteilig mit Fachwerkhäusern aus dem 16. und 17. Jahrhundert bebaut, die mit dem Giebel zur Weser stehen. Hinter und zwischen den Häusern haben sich zahlreiche enge Gassen, Gänge und Innenhöfe erhalten. 